# Ai Ōtsuka
Ai Ōtsuka (jap. 大塚愛 Ōtsuka Ai; ur. 9 września 1982 w Osace w Japonii) – wokalistka muzyki J-pop.
Zadebiutowała singlem „Momo no HANAbira” 10 września 2003, nie odniósł on jednak dużego sukcesu, dopiero drugi singel – „Sakuranbo” przyniósł jej rozgłos i sprzedano go ponad 500 000 kopii. Niedawno zadebiutowała także w kilkuczęściowym filmie pt. "Tokyo Friends", w którym zaprezentowała kilka swoich piosenek. W 2010 roku wzięła ślub z członkiem popularnego zespołu hip hopowego Rip Slyme, Su. 24 marca 2011 para doczekała się narodzin córki.

## Albumy
- LOVE PUNCH (2004/3/31)
- LOVE JAM (2004/11/17)
- LOVE COOK (2005/12/14)
- LOVE PiECE (2007/9/26)
- LOVE LETTER (2008/12/17)

## Single
- Momo no HANAbira (2003/9/10)
- Sakuranbo (2003/12/17)
- Amaenbo (2004/3/3)
- Happy Days (2004/7/7)
- Kingyo Hanabi (2004/8/18)
- Daisuki da yo (2004/10/20)
- Kuromori Wagyu Kamishiotan Yaki 680 (2005/2/9)
- Sakuranbo -Encore Press- (2005/3/30)
- SMILY (2005/5/11)
- Neko ni fuusen (2005/7/13)
- Planetarium (2005/9/21)
- Frienger (2006/4/12)
- Yumekui (2006/8/2)
- Renai Shashin (2006/10/21)
- CHU-LIP (2007/2/21)
- Peach/Heart (2007/7/25)
- Pocket (2007/11/07)
- White Choco (as LOVE) (2007/11/21)
- Rocket Sneaker/One×Time (2008/5/21)
- Kurage, nagareboshi (2008/9/10)
- Bye Bye (2009/02/25)
- Zokkondition/LUCKY☆STAR (2010/04/07)

## BEST
- AI am BEST (2007/3/28)
- LOVE is BEST (2009/11/11)

## Mini Albumy
- LOVE.IT (2009/11/18)